# Miltiades der Ältere
Miltiades der Ältere (altgriechisch Μιλτιάδης Miltiádēs) war ein Athener, der Mitte des 6. Jahrhunderts v. Chr. ein Fürstentum auf dem thrakischen Chersones, der heutigen Halbinsel Gelibolu, gründete. Wie der antike Historiker Herodot berichtet, wurden die dort ansässigen thrakischstämmigen Dolonker von den benachbarten Absinthiern bedroht und wandten sich an das Orakel von Delphi. Dieses riet ihnen, in Athen militärischen Beistand zu suchen. In Athen trafen die Dolonker nun angeblich Miltiades, der, mit seiner persönlichen Situation unter Peisistratos unzufrieden, Umsiedlungswillige um sich scharte und zur Chersones aufbrach.
Bei einem Feldzug gegen die Stadt Lampsakos wurde Miltiades gefangen genommen, aber auf Intervention des lydischen Königs Kroisos freigelassen.
Nach Miltiades’ Tod ging die Herrschaft an seinen Neffen Stesagoras. Nachdem dieser ermordet worden war, kam dessen Bruder, Miltiades der Jüngere, der Feldherr der Schlacht bei Marathon, an die Macht.